# 大阪大学蛋白質研究所
大阪大学蛋白質研究所（おおさかだいがくたんぱくしつけんきゅうじょ、英語: Institute for Protein Research, The University of Osaka, 略称: 蛋白研, IPR）は、大阪大学の附置研究所で、タンパク質の構造と機能の基礎的研究を行い、さまざまな生命の機能、秩序、形成を蛋白質科学の立場から解明していくことを目的とする研究所である。1958年設立。共同利用・共同研究拠点に指定されている。

## 概要
大阪大学は、当初医学部と理学部で開学し、第二次大戦以前からタンパク質の研究が盛んであった。タンパク質の存在様式は多様であり、それが関わる生命現象も多岐にわたっている。化学、生物学、物理学、医学にわたるタンパク質の研究は、戦後、世界的に急速な進展を見せ始め、タンパク質研究を効率的に発展させていくためには、異分野の研究者が協力して集中的に研究を進めていくことが不可欠であり、それにふさわしい施設と、全国の研究者との交流・討論の場が必要であるとのことから、学内に蛋白質研究の総合センターを設置する必要があるとの気運が高まった。
そこで、赤堀四郎理学部教授を中心に設立計画が練られ、大阪大学は1955年に蛋白質研究所の設置を文部省に要求し、翌年に理学部附属施設として蛋白質研究施設の設置が認められた。他方、1956年の日本学術会議総会において、全国の研究者の共同利用の場として蛋白質の研究施設を設立する必要があるとの決議がなされた。翌年、国立大学研究所協議会は、この種の施設を大学附置の共同利用研究所として大阪大学に設置することが適当であるとの結論に達した。このような動向を背景として、大阪大学蛋白質研究所は、1958年4月1日に全国共同利用研究所として発足し、赤堀四郎教授が初代所長に任命された。
設立当初から、全国の多くの化学、生物学、物理学、医学の研究者が集まり、研究所の施設・装置や研究のノウハウを共有して研究を行うことができる全国共同利用研究所として活動してきた。その間、創設から半世紀の間に蛋白質に関する科学は著しく進歩した。一次構造から高次構造までを解析する手法が飛躍的に進歩し、蛋白質分子、超分子複合体の構造が次々と明らかにされている。遺伝子操作や化学合成法の進展によって、蛋白質を大量にかつ人為的に合成、改変することも可能となってきた。本研究所はこれらの発展に寄与すると同時に、その手法を駆使して蛋白質の機能を分子および原子レベルで見る研究、すなわち遺伝子の発現制御、細胞内外の情報伝達、生体エネルギー変換等の仕組みを解き明かす研究を進めている。
今後は、ゲノム塩基配列に示される生命の設計図からどのようにして生命が創造されていくのかを蛋白質科学の立場から明らかにしていく。そのために、膜蛋白質、遺伝子制御蛋白質を中心とした超分子システムの構造と機能の研究を通して生命秩序形成のメカニズムを明らかにしていく必要がある。
現在、本研究所は4研究部門12研究室と1センター8研究室からなる体制をとっている。2010年4月から、共同利用・共同研究拠点（蛋白質研究）に指定されている。

## 研究
21世紀COEプログラム研究拠点
21世紀COEプログラムでは、「細胞超分子装置の作動原理の解明と再構成」が採択され、研究拠点として機能している。

## 組織

### 研究部門
- 蛋白質化学研究部門
  - 蛋白質有機化学研究室
  - 細胞システム研究室
  - 蛋白質ナノ科学研究室
  - オルガネラバイオロジー研究室
- 蛋白質構造生物学研究部門
  - 蛋白質構造形成研究室
  - 機能構造計測学研究室
  - 蛋白質結晶学研究室
  - 膜蛋白質化学研究室
- 蛋白質高次機能学研究部門
  - ゲノム-染色体機能研究室
  - 分子発生学研究室
  - 高次脳機能学研究室
  - 細胞核動態情報研究室
  - 体内環境統合蛋白質研究グループ
- 多階層蛋白質統合研究部門
  - 多階層構造生命科学研究室
  - 細胞核ネットワーク研究室
  - 客員PI研究室
  - 感染病態システム研究室

### 附属蛋白質解析先端研究センター
- 機能・発現プロテオミクス研究室
- 分子創製学研究室
- 超分子構造解析学研究室
- 先端計測研究室
- 放射光解析グループ
- データベース開発研究室
- 産学・国際連携研究室
- NMR構造解析グループ
- 蛋白質データベース開発研究室
- 産学・国際連携研究室

### 寄附研究部門
- マトリクソーム科学（ニッピ）研究室

## 立地等
所在地
- 大阪府吹田市山田丘3-2

大阪大学吹田キャンパス内
アクセス
- バス
  - 「阪大本部前」停留所（阪急バス・近鉄バス）
  - 「阪大口」停留所（阪急バス）
- 鉄道
  - 「北千里駅」（阪急千里線）
  - 「阪大病院前駅」（大阪モノレール彩都線）